# Britse Lagerhuisverkiezingen 2017
De Britse Lagerhuisverkiezingen van 2017 werden gehouden op 8 juni 2017. In alle 650 kiesdistricten van het Verenigd Koninkrijk werd één nieuw lid gekozen voor het Lagerhuis van het Britse parlement. De verkiezingen vonden plaats volgens het gebruikelijke first-past-the-post principe.
Deze verkiezingen waren tussentijdse verkiezingen (een snap election): het mandaat van het in 2015 gekozen Lagerhuis liep nog tot 7 mei 2020. De Britse minister-president, Theresa May, kondigde de verkiezingen aan op 18 april 2017. Het Lagerhuis stemde op 19 april 2017 met de wettelijk vereiste 2/3 meerderheid in met het voorstel. Op 3 mei 2017 werd het Lagerhuis ontbonden.
De verkiezingen kwamen als een verrassing. May had sinds haar aantreden als minister-president op 13 juli 2016, na het aftreden van David Cameron als gevolg van de uitslag van het Brexit-referendum, herhaaldelijk verklaard dat het niet in haar bedoeling lag tussentijdse verkiezingen uit te schrijven.

## Campagnes
Premier May schreef de verkiezingen uit met het doel een groter mandaat te verkrijgen voor haar plannen met de brexit, het uittreden van het VK uit de Europese Unie, waartoe besloten was naar aanleiding van het referendum van 2016. May was leider geworden van de Conservatieven door het opstappen van David Cameron en wenste een 'eigen' mandaat van de kiezer te krijgen. Haar Conservatieven voerden campagne vóór brexit en tegen immigratie; de Liberal Democrats en de Schotse Nationalisten tegen brexit.
Aan het begin van de campagne stond Mays partij hoog in de peilingen en de Labour-partij onder haar intern controversiële leider Jeremy Corbyn juist laag, maar gedurende de campagne krabbelde Labour op, ten koste van zowel UKIP als de Conservatieven. Labour voerde campagne op een links program en slaagde erin sociale problemen als ongelijkheid, in plaats van brexit, tot inzet van de verkiezingen te maken. Het wist met zijn boodschap veel jongeren en leden van minderheidsgroepen naar de stembus te krijgen en behaalde, percentueel, zijn beste resultaat sinds 1997.
Mays campagne, onder het motto 'sterk en stabiel,' kende diverse tegenslagen en mondde uit in zetelverlies. Eerst ontstond rumoer over een maatregel in het Conservatieve verkiezingsprogramma die gepensioneerden (trouwe stemmers) meer zou laten betalen voor gezondheidszorg. Vooral het terugdraaien van dit plan leverde May reputatieschade op. De terreuraanslagen in Manchester (22 mei) en Londen (3 juni) leverden verdere munitie voor Mays tegenstrevers op, aangezien May eerder als minister fors bezuinigd had op het politiebudget.

## Uitslagen
|                | Conservatieven    | Labour            | SNP             | Liberal Democrats | Zetelverdeling |
| -------------- | ----------------- | ----------------- | --------------- | ----------------- | --- |
|                |                   |                   |                 |                   | De 650 zetels zijn als volgt verdeeld: De 'overige' zetels werden als volgt verdeeld: onafhankelijk: 1 Speaker: 1 |
| Partij- leider | Theresa May       | Jeremy Corbyn     | Nicola Sturgeon | Tim Farron        | |
| 2015           | 331 zetels, 36,9% | 232 zetels, 30,4% | 56 zetels       | 8 zetels, 7,9%    | |
| 2017           | 317 zetels, 42,4% | 262 zetels, 40,0% | 35 zetels       | 12 zetels, 7,4%   | |

### Uitslag per kiesdistrict
(Voor kleurenlegenda, zie bovenstaande tabel.)

## Kabinetsformatie
Als gevolg van deze verkiezingen verloren de Conservatives de absolute meerderheid in het Lagerhuis; deze situatie wordt een hung parliament genoemd. May sloot op 26 juni 2017 een akkoord voor gedoogsteun van haar minderheidskabinet met de Democratic Unionist Party (DUP). Dit leverde haar kritiek op, omdat ze door deze constructie - te midden van een politieke crisis in Noord-Ierland - het uitgangspunt van de Britse regering om neutraal te blijven inzake interne Noord-Ierse aangelegenheden, zou hebben doorbroken.